# Corts (Taurinyà)
Corts era un poble, actualment desaparegut, del terme comunal de Taurinyà, a la comarca del Conflent, de la Catalunya del Nord.
Estava situat al nord-oest del terme comunal al qual pertany, també al nord-oest del poble de Taurinyà. Actualment en roman el topònim com a nom d'una extensa partida.
Actualment se'n conserva l'església de Sant Valentí de Corts, coneguda com a Torre de Corts.